# Dorothy Dow
Dorothy Dow (Houston, 8 ottobre 1920 – Galveston, 26 febbraio 2005) è stata un soprano statunitense.

## Biografia
Dorothy Dow ha studiato alla Juilliard School di New York diplomandosi in canto nel 1942 e fece la sua prima apparizione sul palcoscenico dell'opera a Buffalo (New York) come Santuzza nella Cavalleria rusticana nel 1946. Il suo primo grande successo di critica fu la sua prestazione nel ruolo di Brünnhilde in una versione da concerto de Il crepuscolo degli dei di Richard Wagner con la Philadelphia Orchestra diretta da Eugene Ormandy nel 1947.
Si esibì frequentemente in Europa, all'Opera di Zurigo dal 1948 al 1950 e fu spesso ospite al Teatro alla Scala negli anni '50 e '60, cantando opere di Richard Strauss, di Wagner, di William Turner Walton, di Giuseppe Verdi, di Gaspare Spontini, di Sergej Sergeevič Prokof'ev, tra gli altri.
Fu la prima interprete dell'impervio ruolo di Renata ne L'angelo di fuoco di Sergej Prokof'ev al Teatro La Fenice di Venezia nel 1955. Tra le sue interpretazioni più prestigiose va menzionato il Macbeth di Verdi.
Nel 1968 Dow si ritirò dalla sua carriera di cantante. Ha intrapreso una seconda carriera come accademica, conseguendo ulteriori lauree in storia e scienze umane presso l'Università del Texas ad Austin, la Columbia University e la Università di New York. È entrata a far parte della facoltà della Rutgers University dove ha insegnato storia per molti anni.